# Rory Whittaker
Rory Whittaker (* 10. August 2007 in Edinburgh) ist ein schottischer Fußballspieler, der beim FC Southampton in der EFL Championship unter Vertrag steht.

## Karriere

### Verein
Rory Whittaker wechselte im Jahr 2017 innerhalb seiner Geburtsstadt Edinburgh aus der Jugendmannschaft des FC Spartans zu Hibernian Edinburgh. Nachdem Nick Montgomery das Traineramt der ersten Mannschaft von Hibernian im September 2023 übernommen hatte, kam Whittaker im ersten Spiel des neuen Trainers gegen den FC St. Johnstone in der Scottish Premiership zu seinem Debüt als Profi. Whittaker wurde beim 2:0-Sieg in der 70. Minute für Adam Le Fondre eingewechselt und avancierte mit seinem Alter von 16 Jahren und 44 Tagen zum jüngsten Spieler, der jemals für den im Jahr 1875 gegründeten Fußballverein Hibernian gespielt hatte. Er brach damit den Rekord von Jamie McCluskey, der 2004 sein Debüt in der ersten Mannschaft der „Hibs“ im Alter von 16 Jahren und 79 Tagen gegeben hatte. Whittaker steht damit auf Platz vier der ewigen Rekordliste der jüngsten Spieler, die jemals in der höchsten schottischen Spielklasse zum Einsatz kamen. Zwei Tage nach seinem Debüt verlängerte er seinen Vertrag bei den „Hibs“ bis 2026.
Am 16. August 2025 wechselte Whittaker mit einem Dreijahresvertrag zum FC Southampton nach England und ist zunächst für die U21-Mannschaft eingeplant.

### Nationalmannschaft
Rory Whittaker kam im September 2022 zweimal in der schottischen U16-Nationalmannschaft zum Einsatz. Am 15. August 2023 debütierte Whittaker in der U17 gegen die Schweiz.